# Bremische Evangelische Kirche
Die Bremische Evangelische Kirche (BEK) ist ein freiwilliger Zusammenschluss von Gemeinden im Gebiet der Städte Bremen und Bremerhaven. Obwohl sie sich in Verfassung und Struktur von anderen Landeskirchen unterscheidet, kann sie aufgrund der historischen Verbindung mit der Freien Hansestadt Bremen zu den Landeskirchen gezählt werden. Sie ist eine von 20 Gliedkirchen der Evangelischen Kirche in Deutschland (EKD) und besitzt wie die anderen den Status einer Körperschaft des öffentlichen Rechts. Ihr Sitz ist in Bremen.
Die Kirche hatte mit Stand 2023 156.835 Gemeindeglieder (26,0 % der Gesamtbevölkerung). Mit Stand 20. Februar 2025 hat die Kirche nur noch 153.584 Gemeindeglieder in 52 Kirchengemeinden und zwei diakonischen Einrichtungen (Stand 1. Januar 2024). Sie ist eine der unierten Kirchen innerhalb der EKD und gehört daher zur Union Evangelischer Kirchen. Ferner ist sie Mitglied der Gemeinschaft Evangelischer Kirchen in Europa sowie aufgrund ihres reformierten Ursprungs auch Mitglied im Reformierten Bund.

## Gebiet
Das Gebiet der Bremischen Evangelischen Kirche (BEK) umfasst historisch bedingt hauptsächlich die Stadt Bremen. Auch die Gemeinde der evangelischen Hauptkirche Bremerhavens (Bürgermeister-Smidt-Gedächtniskirche) gehört zur Bremischen Kirche. Die übrigen evangelischen Kirchengemeinden in der Stadt Bremerhaven, welche ja zum Land Bremen gehört, sind hingegen Gemeinden der Evangelisch-lutherischen Landeskirche Hannovers bzw. der Evangelisch-reformierten Landeskirche (Leer/Ostfriesland). Diese Gebiete wurden zwar im Jahr 1939 politisch mit der Stadt Bremerhaven vereinigt, es kam jedoch dabei zu keiner kirchlichen Vereinigung mit der Bremischen Kirche. Stattdessen behielten die Kirchengemeinden dieser neuen Bremerhavener Stadtteile ihre ursprüngliche kirchliche Zugehörigkeit bei, wie es auch bei ähnlichen Gebietsveränderungen in vielen anderen Teilen Deutschlands üblich war und bis heute noch zu finden ist. Auch bei den Ortschaften des Bremer Nordens gehört z. B. die evangelisch-reformierte Kirchengemeinde Rekum trotz ihrer konfessionellen Ausrichtung und trotz territorialer Zugehörigkeit zum Land Bremen ebenfalls nicht der Bremischen Kirche an, sondern ist gleichfalls Teil der ostfriesischen Evangelisch-reformierten Landeskirche.
Andererseits reichen die Grenzen der Kirchengemeinde in Mahndorf über die Landesgrenze hinaus bis in das Gebiet des niedersächsischen Landkreises Verden. Auch die beiden Gemeinden St. Magni und St. Martini in Burglesum greifen auf niedersächsisches Territorium (Landkreis Osterholz) über und unterhalten dort sogar Filialkirchen, die somit ebenso der Bremischen Kirche angehören. Die Zuständigkeitsbereiche der reformierten Gemeinde in Blumenthal sowie der lutherischen Gemeinde in Aumund (Menkestraße), beides bremische Ortschaften, umfassen wiederum auch Teile der angrenzenden niedersächsischen Ortschaft Beckedorf. Den historischen Hintergrund hierfür bildet die ehemalige Zugehörigkeit dieser heute niedersächsischen Gebiete zum Amt Blumenthal, das bis 1666 zum ländlichen Territorium der Freien Stadt Bremen gehörte.

## Besondere Struktur der BEK innerhalb der EKD
Seit einer Verordnung von 1860 – erlassen vom Bremischen Senat als damals oberstem Kirchenherrn (Summepiskopat) der evangelischen Kirche in Bremen – ist es den Bewohnern in den evangelischen Gemeinden Bremens freigestellt, einer Kirchengemeinde ihrer Wahl unabhängig vom jeweiligen Wohnsitz beizutreten. Es wurde damit ein Wechsel vom Parochial- zum Personalgemeindeprinzip vollzogen. Diese Aufhebung des Wohnsitzprinzips verstärkte den „Atomisierungsprozess“ (Ernst Rolffs, 1917) innerhalb der evangelischen Kirche in Bremen.
Ein Übertritt zu einer Gemeinde eigener Wahl kann heute mit geringem Aufwand durch Ausfüllen eines leicht erhältlichen Übertrittsformulars vollzogen werden.
Überdies hat die BEK heute die besondere Struktur, dass ihre Gemeinden, die selbständige juristische Personen in der Rechtsform einer Körperschaft des Öffentlichen Rechts sind, jeweils ihre eigene Gemeindeverfassung, ihr eigenes Bekenntnis und ihre eigene Ordnung haben; ferner können sie ihre Rechte und Pflichten gegenüber der Gesamtkirche ruhen lassen. Damit kommt jeder evangelischen Gemeinde in Bremen der Status einer Einzelkirche zu, die – lose zusammengeschlossen – über den Dachverband BEK in der EKD vertreten sind. Einige dezidiert lutherische Gemeinden der BEK waren im lutherischen Gemeindeverband zusammengeschlossen. Diese Gemeinden konnten nicht frei über ihre Gemeindeordnung entscheiden, sondern waren verpflichtet, die Kirchengemeindeordnung der Ev.-luth. Landeskirche Hannovers zu übernehmen. Mit Ablauf des 30. Juni 2025 wurde der Gemeindeverband aufgelöst. Die ehemaligen Mitgliedsgemeinden können seitdem selber über ihre Gemeindeordnung entscheiden.
Eine weitere Besonderheit ist die Laienpräsidentschaft: Der bzw. die Präses (seit 2024 Maria Esfandiari) des Kirchenparlaments ist kein Theologe. Außerdem hat die Bremische Evangelische Kirche die Besonderheit, kein theologisches Oberhaupt (leitender Theologe) zu besitzen, sondern mit dem Kirchenpräsidenten (bis 2025: „Schriftführer“) lediglich einen theologischen Repräsentanten.

## Geschichte

### Bremen
Am 9. November 1522 wurde in Bremen die erste reformatorische Predigt gehalten – von Heinrich von Zütphen in einer Kapelle der St.-Ansgarii-Kirche. Von da an war die Hansestadt Bremen über Jahrhunderte eine protestantische Stadt. 1534 wurde vom Prediger Johann Timann eine Kirchenordnung erarbeitet und durch Luther genehmigt. Danach gab es verschiedene Streitigkeiten zwischen Lutheranern und Anhängern Melanchthons, die 1561 zur Ausweisung des Dompredigers Albert Hardenberg führte. Danach blieb der Dom für 77 Jahre geschlossen. Er gehörte politisch zum Erzstift Bremen und nicht zur Stadt Bremen. 1581 schloss sich Bremen unter Federführung von Christoph Pezel der Genfer Reformation an. 1595 erhielt Bremen eine neue Kirchenordnung nach der deutsch-reformierten Form (den Consensus Bremensis).
Um 1600 wurde der Heidelberger Katechismus eingeführt. 1638 wurde der Dom durch Friedrich von Dänemark, Administrator des Erzstifts, wieder für die lutherische Lehre geöffnet. Durch Zuzug wuchs die lutherische Domgemeinde. Ab 1651 unterstand der Dom der schwedischen, ab 1715 kurhannoverschen Generaldiözese Bremen-Verden mit Konsistorium in Stade. Außer dem Dom waren auch einige Landgemeinden Bremens lutherisch. 1803 kam auf Grund des Reichsdeputationshauptschlusses der Dom zur Stadt Bremen, die vergeblich versuchte, die Domgemeinde zu zerschlagen. 1830 erhielt die Gemeinde eine neue Verfassung, die letztendlich von der Stadt Bremen anerkannt wurde.
Im Bremer Kirchenstreit von 1840 und 1844/45 zwischen hier überwiegend lutherischen theologisch rationalistischen Pastoren und den überwiegend konservativen reformierten Pastoren in Bremen gab es noch eine deutliche Mehrheit der orthodoxen Geistlichen. Durch den Bremer Senat wurde die Kirchenfreiheit in Bremen jedoch deutlich bestätigt. Nach 1845 verlor sich das reformierte Bekenntnis mehr und mehr, als die Gemeinden teilweise auch lutherische Pastoren beriefen. Neue Gemeinden entstanden und wurden nicht mehr zwischen „lutherisch“ und „reformiert“ unterschieden.
Erst mit der Einführung eines einheitlichen Gesangbuchs in Bremen im Jahre 1873 gab es eine Verwaltungsunion zwischen lutherischen und reformierten Gemeinden, die den konfessionellen Streit der Gemeinden im Wesentlichen beilegen konnte.
Die Kirche unterstand bis 1920 dem bremischen Senat und wurde von diesem nach außen vertreten.
1934 ernannte der Reichsbischof Ludwig Müller den Domprediger Heinz Weidemann, Mitglied der NSDAP von 1933 bis 1943, zum Landesbischof von Bremen; er blieb Landesbischof bis 1941.
Aufgrund der reformierten Tradition der BEK ist bis heute ein Vertreter dieser Landeskirche als Delegierter im Moderamen des Reformierten Bundes vertreten.
1963 war die BEK Gründungsmitglied des Diakonischen Werks Bremen e. V. in der Bremer Diakonie.
Ein Vorstoß der BEK, dass die evangelische Kirche beim Religionsunterricht zu beteiligen sei, war erfolglos. Der Bremer Staatsgerichtshof entschied 1965, dass der Biblische Geschichtsunterricht „bekenntnismäßig nicht gebunden“ sei und daher alle Konfessionsunterschiede erfasse. Die „allgemein christliche Grundlage“ sei nicht gleichbedeutend mit der „Grundlage des protestantischen Christentums“. (Siehe auch Bremer Schulstreit.)

### Bremerhaven
Mitte des 19. Jahrhunderts gründete die Stadt Bremen etwa 60 Kilometer nördlich auf einem angekauften Gebiet die Stadt Bremerhaven. Da diese Stadt durch Zuzug sowohl lutherische als auch reformierte Gemeindeglieder beherbergte, wurde die dortige Kirchengemeinde als unierte Gemeinde gegründet. Sie blieb bis heute die einzige Kirchengemeinde in Bremerhaven, die zur Bremischen Evangelischen Kirche gehört.

## Leitung der Landeskirche
Da Bremen als Freie Reichsstadt reichsunmittelbar war (unabhängig gegenüber allen Amtsträgern außer dem König bzw. Kaiser) und als Republik bis heute als eigenes Bundesland weiterbesteht, konnte sie auch ihre kirchlichen Angelegenheiten selbstständig regeln. Die bremischen Kirchengemeinden waren ursprünglich überwiegend reformierte Gemeinden und sind bis heute in Glaubens-, Gewissens- und Lehrfragen autonom. Dies liegt im reformierten Amtsverständnis begründet. Daher gibt es in Bremen im Grunde kein eigentliches Oberhaupt der Kirche. Leitendes Organ und damit laut Verfassung die eigentliche Kirchenleitung ist das Parlament, der Kirchentag. Nach jener Verfassung der Bremischen Evangelische Kirche, die in ihrer Urfassung am 14. Juni 1920 in Geltung trat, besteht der Vorstand des Kirchentages (Zitat:) „… aus einem Präsidenten, einem Vizepräsidenten und einem Schatzmeister, die nicht Pfarrer sein dürfen, und einem Schriftführer, der Pfarrer sein muss und Inhaber einer Gemeindepfarrstelle der Brem. Evang. Kirche sein soll … Der Stellvertreter des Schriftführers muss Pfarrer sein. Der Vorstand des Kirchentages ist gleichzeitig Vorstand des Kirchenausschusses.“ Die Vertretung der Kirche nach außen sowie die Verwaltungsgeschäfte und die Ausführung der Beschlüsse des Kirchentages obliegen jenem Kirchenausschuss.
Der Präsident oder die Präsidentin übt das Amt ebenso wie der Schatzmeister bzw. die Schatzmeisterin ehrenamtlich aus. Der Schriftführer ist der oberste theologische Repräsentant und Sprecher des Kirchenausschusses. Das Amt unterscheidet sich in den Befugnissen und Kompetenzen deutlich von dem eines Bischofs, Präses oder Landessuperintendenten anderer Landeskirchen.
Die Verfassung der BEK, die am 15. Mai 2024 neu beschlossen wurde, änderte nur wenig an den grundlegenden Bestimmungen, führte aber neue Amtsbezeichnungen ein. Die Leitung des Kirchentags und des Kirchenausschusses übt seitdem ein (oder eine) Präses aus, dem oder der auch „die Vertretung der Bremischen Evangelischen Kirche nach außen“ obliegt (Artikel 35). Dem vom Kirchentag gewählten Kirchenpräsidenten ist „der leitende geistliche Dienst in der Bremischen Evangelischen Kirche übertragen“ (Artikel 45). Präses, Kirchenpräsident und zwei Vizepräsides sowie die Leitung der Kirchenverwaltung bilden den Vorstand des Kirchenausschusses (Artikel 41). Der im Mai 2025 neu gewählte Kirchenausschuss mit der neuen Präses Maria Esfandiari wurde am 20. Juni 2025 eingeführt.

### Präsidenten des Kirchenausschusses
- 1920–1932: Theodor Lürman, Senator (1903–1919)
- 1932–1933: Rudolph Quidde (1861–1942), Jurist, Präsident der Bürgerschaft (1911–1918)
- 1945–1946: Richard Ahlers, Rechtsanwalt, Bürgerschaftsabgeordneter (CDU)
- 1946–1958: Ferdinand Donandt, Jurist
- 1959–1969: Arnold Rutenberg, Präsident des Landgerichts
- 1969–1976: Heinz Hermann Brauer, Leitender Oberstaatsanwalt
- 1977–1988: Eckart Ranft, Präsident des Finanzgerichts
- 1989–2001: Heinz Hermann Brauer, Richter
- 2001–2013: Brigitte Boehme, Richterin
- 2013–2025: Edda Bosse, Journalistin

### Präsides des Kirchentags und Kirchenausschusses
- seit 2025: Maria Esfandiari

### Schriftführer und stellvertr. Schriftführer des Kirchenausschusses
- 1920–1926: Karl Büttner
- 1927–1932: Otto Hartwich
- 1933–1938: Ernst Boche
- 1933–1944: Heinrich Weidemann
- 1944–1945: ???
- 1945–1958: Erich Urban, Emil Hackländer
- 1959–1964: Günter Besch; Heinz Gerth
- 1965–1970: Günter Besch; Wilhelm Petzinna
- 1971–1976: Heinz-Georg Binder; Hans-Jürgen Kalberlah, Wolf-Udo Smidt (ab 1. Januar 1973)
- 1977–1982: Wolf-Udo Smidt; Theodor Immer
- 1983–1988: Wolf-Udo Smidt; Theodor Immer, Johann Herlyn (ab 20. Mai 1987)
- 1989–1995: Ernst Uhl; Johann Herlyn
- 1995–2001: Louis-Ferdinand von Zobeltitz; Annette Niebuhr
- 2001–2007: Louis-Ferdinand von Zobeltitz; Annette Quade
- 2007–2019: Renke Brahms; Bernd Kuschnerus
- 2019–2025: Bernd Kuschnerus; Ulrike Bänsch[10]

### Kirchenpräsidenten
- seit 2025: Bernd Kuschnerus

## Kirchentag
Als „Parlament“ hat die Bremische Evangelische Kirche einen Kirchentag, der sich in Aufbau und Struktur sehr von den Landessynoden anderer EKD-Gliedkirchen unterscheidet. In den Kirchentag entsenden alle der BEK zugehörigen Kirchengemeinden ihre Vertreter, wobei die Anzahl der Delegierten je Gemeinde nach deren Größe bemessen wird. Der Kirchentag tagt mindestens einmal, in der Regel zweimal im Jahr. Er setzt sich alle sechs Jahre („Session“) neu zusammen. Im gleichen Turnus wählt der Kirchentag aus seiner Mitte den Kirchenausschuss als Verwaltungsgremium der Kirche. Vorsitzender des Kirchentags ist der oder die Präses.
Außerdem unterhält der Kirchentag drei ständige Ausschüsse: den Finanzausschuss, den Rechtsausschuss und den Personalausschuss. Die Einrichtung weiterer, nicht-ständiger Ausschüsse ist in der Verfassung vorgesehen und wird regelmäßig praktiziert.

## Verwaltung der BEK
Die Bremische Evangelische Kirche hat rund 2200 Beschäftigte in der Verwaltung, den Gemeinden, Beratungsstellen und Kindertageseinrichtungen (Stand 2023). Das Haushaltsvolumen der BEK beläuft sich auf rund 60,6 Mio. Euro für die Gemeinden und die gesamtkirchlichen Einrichtungen sowie auf gut 77,9 Mio. Euro für den Bereich der Kindertagesstätten (Stand: Haushalt für 2024). Im letztgenannten Bereich werden gut 73 Millionen Euro durch Elternbeiträge, öffentliche Betriebskostenzuschüsse und sonstige Einnahmen finanziert. Etwa 4,2 Millionen Euro schießt die BEK aus eigenen Mitteln zu. In Bremen gibt es keine Staatsleistungen. Insgesamt finanziert die BEK die Arbeit ihrer Gemeinden und Einrichtungen, z. B. auch den Denkmalschutz, größtenteils aus Kirchensteuermitteln und erhält nur sehr wenige öffentliche Zuwendungen.
Die „Kirchenkanzlei“ („Haus der Kirche“) ist die Verwaltungsbehörde der Bremischen Evangelischen Kirche. Sie hat einen hauptamtlichen „Leiter der Kirchenkanzlei“, der Jurist sein muss (seit dem 1. April 2021 Peter Schultz; zuvor hatte Johann Daniel Noltenius 30 Jahre lang dieses Amt inne). Eine weitere Hierarchie innerhalb der Kirche gibt es in Bremen nicht. Über den Einzelgemeinden gibt es keine sonstigen Gremien bzw. Institutionen wie in anderen Landeskirchen (z. B. Kirchenkreise).

## Kirchengemeinden
Die Gemeinden im Land Bremen sind über das Internetportal der BEK zu finden, wobei die Gemeinden in fünf Regionen zusammengefasst sind. In Bremerhaven gehört nur die Bürgermeister-Smidt-Gedächtniskirche zur Bremischen Evangelischen Kirche, alle anderen evangelischen Kirchen in Bremerhaven gehören zur Landeskirche Hannover bzw. zur reformierten Kirche. Die Evangelisch-reformierte Kirche in Rekum ist die einzige Gemeinde einer EKD-Gliedkirche in der Stadt Bremen, die nicht zur BEK gehört. Die Evangelische Hohentorsgemeinde hatte im Jahre 1985 ihre Rechte und Pflichten aufgrund eines Streites um die Anerkennung einer freikirchlichen Theologenausbildung ruhen lassen. Erst im Mai 2015 nahm die Gemeinde nach einer entsprechenden Abstimmung durch den Kirchentag die Rechte und Pflichten wieder auf.
Zu den Kirchengebäuden der BEK-Gemeinden zählen unter anderem
- St.-Lukas-Kirche (Bremen-Grolland)
- Simon-Petrus-Kirche
- St. Ansgarii
- St. Georg
- St. Martini
- St. Martini (Lesum)
- St.-Petri-Dom
- St. Stephani
- St. Remberti (Bremen)
- Unser Lieben Frauen
- Ev.-ref. Kirche in Bremen-Blumenthal

Die Holzkirche Schönebeck wurde 2023 entwidmet.

### Gemeinden mit ruhender Mitgliedschaft in der BEK
Die beiden Bremer Kirchengemeinden St. Martini und Abraham erklärten Ende November 2024 das „Ruhenlassen ihrer Rechte und Pflichten“ gegenüber der BEK, weil die am 15. Mai 2024 beschlossene neue Kirchenverfassung die Glaubens-, Gewissens- und Lehrfreiheit der Gemeinden beschneide. Die Bremer Kirchenverfassung von 1920 sah die Möglichkeit vor, dass Gemeinden sich von den Ordnungen und Einrichtungen der BEK lösen, ohne sie formal zu verlassen. Die Zuweisungen aus den Kirchensteuern bekommen beide Gemeinden weiterhin. Alle baurechtlichen Fragen bearbeitet weiterhin die Bremische Evangelische Kirche. Die Pastoren bleiben weiterhin dem Kirchenausschuss dienstrechtlich unterstellt. Die beiden Gemeinden haben auch unter der neuen Verfassung die Möglichkeit zur kompletten Rückkehr in die Landeskirche.

## Publizistik
Die Bremische Evangelische Kirche (BEK) gibt viermal jährlich die bremer kirchenzeitung heraus – als kostenlose Beilage zum Weser-Kurier und den Bremer Nachrichten sowie zur Auslage in den Gemeinden und Einrichtungen (Print-Auflage: 66.000).

## Gesangbücher
Die Gemeinden der Bremischen Evangelischen Kirche singen bzw. sangen in den letzten Jahrhunderten vor allem aus folgenden Gesangbüchern:
- Gesangbuch der evangelisch-lutherischen Domgemeine zu Bremen, Bremen, ab 1779
- Neues Bremisches Psalm- und Gesangbuch zur öffentlichen und besonderen Erbauung der Reformirten Stadt- und Landgemeinen, mit Hoch-Obrigkeitlicher Bewilligung, hrsg. von dem Bremischen Ministerio, Bremen, 1767 bzw. mit dem späteren Titel Evangelisches Gesangbuch, hrsg. vom Predigerverein der fünf reformierten Gemeinden im Herzogtum Bremen, Vegesack, ab 1857
- Bremisches Psalm- und Gesangbuch – Neue durch einen Anhang vermehrte Ausgabe, Bremen, 1864
- Christliches Gesangbuch zur Beförderung öffentlicher und häuslicher Andacht, Bremen, 1812
- Gesangbuch zu gemeinschaftlicher und einsamer Andacht, Zunächst für die vereinigte evangelische Gemeine zu Bremerhaven, Bremerhaven, eingeführt im Februar 1857
- Evangelisches Gesangbuch der Bremischen Gemeinden, Bremen, eingeführt im März 1873
- Bremer Gesangbuch, Gütersloh, eingeführt 1917
- Evangelisches Gesangbuch – Einheitsgesangbuch der Evangelisch-lutherischen Landeskirchen in Schleswig-Holstein-Lauenburg, Mecklenburg, Hamburg, Lübeck, Eutin und der Bremischen Evangelischen Kirche, Hamburg, 1949
- Evangelisches Kirchengesangbuch – Ausgabe für die Evangelische Kirche in Bremen, Hamburg, eingeführt im Advent 1950 auf Veranlassung des Kirchenausschusses der Bremischen Evangelischen Kirche
- Evangelisches Gesangbuch – Ausgabe für die Evangelisch-Lutherischen Kirchen in Niedersachsen und für die Bremische Evangelische Kirche, Hannover/Göttingen, eingeführt im Advent 1994

## Informationszentrum der BEK in der Bremer Innenstadt
Kapitel 8 ist das zentral in Bremens Innenstadt zwischen dem Dom und dem Konzerthaus Die Glocke gelegene Informationszentrum der BEK, das der Information über die Angebote und Einrichtungen der Bremischen Evangelischen Kirche und auch als Beratungseinrichtung dient. Es steht allen vorbeikommenden Besuchern offen. Eine Pastorin oder ein Pastor der Bremischen Evangelischen Kirche steht hier zu Fragen nach verschiedenen Themen und über Aktivitäten innerhalb der BEK und ihrer Gemeinden zur Verfügung. Kapitel 8 wurde so nach der Hausnummer 8 benannt. Im Domkapitelhaus befinden sich St. Petri-Domgemeinde, das Domkapitel und die Domgeistlichkeit. Das Kapitelhaus wird heute als Veranstaltungs- und Tagungshaus von der Bremischen Evangelischen Kirche genutzt und verwaltet.
Die Themen, über die von Fachkundigen informiert werde, umfassen nach Angaben von Kapitel 8 „Information, Seelsorge, Kircheneintritt und Stadtkirchenarbeit“ als „Haupttätigkeitsfelder. Wir sind da als Schaufenster der (…) Gemeinden und der Bremischen Evangelischen Kirche in der Innenstadt Bremens. Pastor Hans-Jürgen Jung und ein Team von freiwilligen Mitarbeiterinnen und Mitarbeitern geben ihnen gern und unkompliziert Auskunft. Wir organisieren Veranstaltungen im Schnittfeld von Glaube und Leben, Kirche und Religion, Kunst und Kultur.“

## Versäumnisse bei der Aufarbeitung von Fällen sexualisierter Gewalt
Am 8. März 2024 veröffentlichte das Institut für Praxisforschung und Projektberatung (IPP) in München die Ergebnisse einer Studie zu Fällen von sexualisierter Gewalt, die vor allem dem prominenten Bremischen Domprediger Günter Abramzik systematisch sexualisierte Gewalt gegen männliche Jugendliche im Alter zwischen 14 und 18 Jahren in seiner Amtszeit von 1958 bis 1992, vor allem in den 1970er-Jahren, vorwarf. 17 Betroffene seien bekannt, aufgrund zahlreicher Gespräche mit Zeitzeugen sei aber von einem „erheblichen Dunkelfeld“ auszugehen. Das Institut konstatierte, die seitens der Bremischen Kirche behauptete Aufarbeitung solcher Missbrauchsfälle habe es nicht gegeben, sondern die Verantwortlichen hätten strategisch gehandelt; „es wurde verschleppt und verzögert, so dass sich die Bedingungen  für eine tatsächliche Aufarbeitung zunehmend verschlechterten“. Es seien keine Versuche unternommen worden, durch öffentliche Information weitere Betroffene ausfindig zu machen. Ab 2014 habe sich ein Gremium der Domgemeinde mit den Vorkommnissen befasst, aber das Vorgehen sei in eine Sprache der Selbstgewissheit und Selbstidealisierung gekleidet worden. Die Aktivitäten der Domgemeinde bezeichnete das Institut als „Flucht in die Prävention“. Bernd Kuschnerus, Schriftführer der Bremischen Kirche, räumte nach Veröffentlichung der Studie ein, die Kirche habe Fehler gemacht; die Ergebnisse der Studie ermöglichten es, „Prozesse zu verändern und anzupassen“ und so die weitere Aufarbeitung zu befördern.

## Trauung gleichgeschlechtlicher Paare
Der Kirchentag der BEK hatte bereits im November 2014 eine Änderung der Kirchenbuchordnung beschlossen, die seinerzeit beinhaltete, dass Segnungen gleichgeschlechtlicher Paare als Amtshandlungen in ein Segnungsbuch eingetragen werden. Diese Änderung wurde vom Kirchenausschuss sowie vom Rechts- und Verfassungsausschuss in den Folgemonaten umgesetzt. Dem Kirchentag wurde im Rahmen der Sitzung im Mai 2015 über die erfolgte Änderung der Kirchenbuchordnung Bericht erstattet. Bezüglich der Segnung gleichgeschlechtlicher Paare besteht in der BEK allerdings keine einheitliche Haltung. Aufgrund der besonderen Eigenständigkeit der Einzelgemeinden in der BEK kann jede Gemeinde weitestgehend selbst über ihren Umgang mit der Frage entscheiden, wobei viele Gemeinden in diesem Punkt öffentlich sehr zurückhaltend sind. Bereits seit 2002 fanden in einzelnen Gemeinden Segnungen homosexueller Paare statt. Zuletzt boten 29, also etwa die Hälfte der evangelischen Gemeinden in Bremen, die Segnung an und gaben seit September 2009 dazu eigens eine Informationsbroschüre heraus, die auch alle Anlaufstellen für interessierte Paare enthielt und bei Kapitel 8, im Standesamt Bremen-Mitte und den Gemeinden auslag. Für die Belange homosexueller Christen setzt sich Kreuz + Queer ein, der Schwul-lesbische Konvent in der Bremisch Evangelischen Kirche. In der Bremischen St. Martini-Gemeinde hingegen wurde die Ablehnung der Segnung gleichgeschlechtlicher Paare in der Gemeindeordnung festgelegt. Die Internetseite der BEK weist für interessierte Paare ausdrücklich auf die Möglichkeit des Wechsels der Gemeindemitgliedschaft in eine Gemeinde hin, die ihnen eine Segnung anbieten kann. Wo die Segnung gleichgeschlechtlicher Paare in einer Gemeinde praktiziert werde, finde sie nach evangelischem Verständnis in einem ähnlichen Rahmen wie eine Trauung anlässlich der Eheschließung zwischen Mann und Frau statt. Es handele sich um einen Gottesdienst mit Gebeten, Worten aus der Bibel, Liedern, Musik, einer Ansprache und einer feierlichen Zeremonie, in der sich das Paar öffentlich das Ja-Wort gibt und Gottes Segen zugesprochen bekommt.
Seit dem 1. Oktober 2017 gibt es in Deutschland nun die „Ehe für alle“, so dass auch gleichgeschlechtliche Paare auf dem Standesamt mit allen Rechten und Pflichten die Ehe schließen können. Der Kirchenausschuss hat daraufhin die Kirchenbuchordnung aktualisiert. Weil es die eingetragenen Lebenspartnerschaften nun nicht mehr gibt, wird das Segnungsbuch perspektivisch geschlossen. Da die EKD trotz des neuen Personenstandsgesetzes von 2009 die standesamtliche Eheschließung als Voraussetzung für eine kirchliche Hochzeit ansieht, entsteht erst durch diese staatliche Möglichkeit der Eheschließung für gleichgeschlechtliche Paare für diese die Möglichkeit, kirchlich zu heiraten. Mehrere Kirchengemeinden der BEK bieten solche Trauungen an. Die Amtshandlung wird wie jede andere Trauung auch in das Traubuch eingetragen.